# Warna (Schiff, 1937)
Die Warna war ein 1937 gebautes Frachtschiff der bulgarischen Reederei Bulgarische Handels-Dampfschiff-Gesellschaft. Im Zweiten Weltkrieg fuhr es in deutscher Charter und wurde im August 1943 vom sowjetischen U-Boot D-4 versenkt.

## Bau und technische Daten
Das Schiff wurde als Frachtschiff auf Bestellung der bulgarischen Reederei bei der Neptun Werft in Rostock unter der Baunummer 466 auf Kiel gelegt und lief am 2. März 1937 vom Stapel. Die Fertigstellung und Ablieferung fand am 4. Mai 1937 statt. Der Neubau war das zweite Schiff der Reederei, das den Namen der gleichnamigen Stadt Warna in Bulgarien trug. Die erste Warna war 1929 bei einer Kollision gesunken.
Das neue Schiff war 92,35 Meter lang 13,26 Meter breit und hatte einen Tiefgang von 4,98 Metern. Es war mit 2141 BRT bzw. 1083 NRT vermessen und hatte eine Tragfähigkeit von 3000 tdw. Eine Doppel-Verbundmaschine mit Abdampfturbine und Zweizylinder-Einender-Kessel erzeugte 1600 indizierte PS und ermöglichte über eine Schraube eine Geschwindigkeit von 12,0 Knoten. Das Schiff bot Unterkünfte für zehn Passagiere.

## Geschichte
Unmittelbar nach der Fertigstellung wurde das Schiff an die Bulgarische Handels-Dampfschiff-Gesellschaft übergeben und erreichte den neuen Heimathafen Warna am 20. Juni 1937. Die Warna war seinerzeit das erste und einzige mit Kühlanlagen ausgestattete Schiff im Schwarzen Meer. Über ihre Fahrten in den wenigen Friedensjahren ist wenig bekannt und die Literatur lässt offen, ob die Reederei das Schiff im Linienverkehr von Bulgarien über das östliche Mittelmeer hinaus einsetzte.
Nach Beginn des deutschen Überfalls auf die Sowjetunion (Unternehmen Barbarossa) verpachtete die bulgarische Regierung die Warna an das Deutsche Reich, welche das Schiff für militärische Nachschubtransporte nutzte. Dabei wurde die Warna im Geleit mit dem Beuteschiff  Boy Feddersen (ex sowj. Charkov) am 9. Juni 1943 vor Eupatoria vom sowjetischen U-Boot Shch-209 angegriffen, aber verfehlt. Zwei Monate später gelang der Angriff des U-Bootes D-4: Am 20. August 1943 versenkte D-4 die Warna vor Eupatoria.